# IC 3351
IC 3351 је појединачна звијезда у сазвјежђу Береникина коса која се налази на листи објеката дубоког неба у Индекс каталогу.
Деклинација објекта је + 27° 36' 21" а ректасцензија 12h 26m 41,6s.